# Simulium flavicans
Simulium flavicans är en tvåvingeart som beskrevs av Rubtsov 1956. Simulium flavicans ingår i släktet Simulium och familjen knott. Inga underarter finns listade i Catalogue of Life.